# Perfusão
Perfusão é a passagem de líquido através do sistema circulatório ou linfático para um órgão ou tecido. É medida pela razão com a qual o sangue é entregue ao órgão ou tecido.